# Museo de Erich Kästner
El Museo de Erich Kästner (alem. Erich Kästner Museum) se fundó en 1999 en Dresde (Alemania), ciudad natal del autor. La inauguración oficial fue el 23 de febrero de 2000, 101.er cumpleaños de Kästner. Se encuentra en la "Villa Augustin", junto a Albertplatz, en el barrio de Dresde-Neustadt. El tío de Erich Kästner, Franz Augustin, un rico comerciante de caballos, vivió aquí. Durante su infancia, Erich Kästner visitaba esta finca con frecuencia. Muchos lugares cercanos al actual museo aparecen mencionados en las memorias de infancia de Kästner ("Cuando era niño", Als ich ein kleiner Junge war, 1957).
El museo se autocalifica "micromuseo", debido al poco espacio que ocupa cuando se juntan las columnas móviles especiales que hay en su interior. Dentro de estas columnas, hay una serie de cajones de distintos colores donde se almacena el material expuesto. Cada color se corresponde con un aspecto distinto de la vida y obra de Kästner. Los visitantes pueden tocar, leer y probar casi todo.

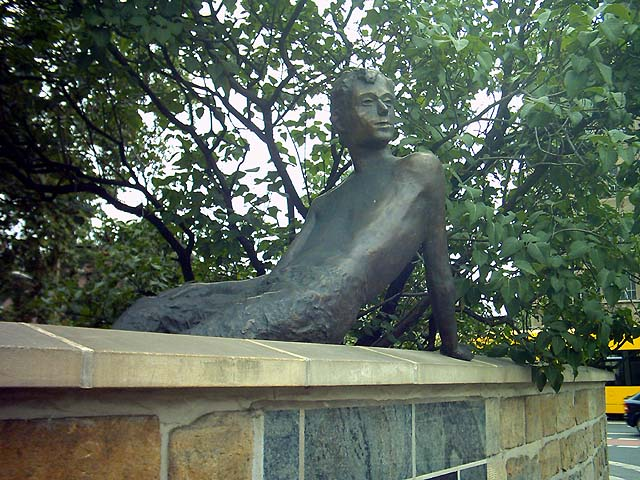
Estatua de bronce ubicada sobre el muro del Museo de Erich Kästner en Dresde.

En el nombre oficial del museo no se utiliza ningún guion, como se suele hacer en alemán cuando se da el nombre de una persona a un edificio, calle, etc. Esto es por deseo explícito de Kästner: "No me llamo Erich Guion Kästner".